# Lijst van beelden in Pijnacker-Nootdorp
Dit is een (onvolledige) lijst van beelden in Pijnacker-Nootdorp. Onder een beeld wordt hier verstaan elk driedimensionaal kunstwerk in de openbare ruimte van de Nederlandse gemeente Pijnacker-Nootdorp, waarbij beeld wordt gebruikt als verzamelbegrip voor sculpturen, standbeelden, installaties, gedenktekens en overige beeldhouwwerken.
Voor een volledig overzicht van de beschikbare afbeeldingen zie de categorie Sculptures in Pijnacker-Nootdorp op Wikimedia Commons.
| Geplaatst | Omschrijving | Kunstenaar                  | Straat                                  | Plaats    | Materiaal | Afbeelding |  |
| --------- | --- | --------------------------- | --------------------------------------- | --------- | --------- | ---------- |  |
| 1906      | Sint-Jozef |                             | Veenweg, Jozefhuis                      | Nootdorp  |           |            |  |
| 1946      | Heilig Hartbeeld | Wim Harzing                 | Oostlaan, Kerk                          | Pijnacker |           |            |  |
| 1946      | Monument voor Lubbert Brouwer |                             | Raadhuispad, zijgevel                   | Nootdorp  |           |            |  |
| 1946      | Monument Arcen en Velden |                             | Raadhuispad                             | Nootdorp  |           |            |  |
| 1968      | Abstract sculptuur | Marijke Priester            | Groen van Prinstererlaan                | Pijnacker |           |            |  |
| 1968      | Moeder met kinderen | Adriaan Bruggeman           | Acacialaan 2                            | Pijnacker |           |            |  |
| 1968      | Knotwilg | Adriaan Bruggeman           | Meidoornlaan/ Wilgenhof                 | Pijnacker |           |            |  |
| 1968      | Liggend veulen | Frans Coppelmans            | Scholvinckplein                         | Nootdorp  |           |            |  |
| 1971      | Sport en spel | Pim van Moorsel             | Hof van Delftstraat/ Diepenbrockstraat  | Nootdorp  |           |            |  |
| 1972      | Moeder en kind | Bram Roth                   | Schweizerlaan/ Nobellaan                | Pijnacker |           |            |  |
| 1973      | De Dolfijnen | Adriaan Bruggeman           | Nobellaan/ Troelstralaan                | Pijnacker |           |            |  |
| 1973      | Flap | Corinne Franzén-Heslenfeld  | Dorpsstraat, Villa Villagio             | Nootdorp  |           |            |  |
| 1973      | Hurkend meisje | Corinne Franzén-Heslenfeld  | Sytwinde/ Lindenhof                     | Nootdorp  |           |            |  |
| 1974      | Nest met vogels | Sybille Krosch              | Sytwinde/ Hazelaarhof/ Lijsterbesstraat | Nootdorp  |           |            |  |
| 1975      | Turner | Adriaan Bruggeman           | Zuideindseweg                           | Delfgauw  |           |            |  |
| 1976      | De Rups | Adriaan Bruggeman           | Bremlaan/ Ligustrumlaan                 | Pijnacker |           |            |  |
| 1980      | Geit | Lucie Limpberg              | Pr.Beatrixstraat/ Kon.Julianastraat     | Nootdorp  |           |            |  |
| 1980      | Drie Honden | Bas van Leeuwen             | Acacialaan 8                            | Pijnacker |           |            |  |
| 1983      | De Heemskinderen | Ineke van Dijk              | Olmendreef                              | Nootdorp  |           |            |  |
| 1987      | Nymphea Hempenius | Adriaan Bruggeman           | Acaciahof                               | Pijnacker |           |            |  |
| 1988      | De Neushoorn | Theo Bulk                   | Hesselt van Dinterlaan                  | Pijnacker |           |            |  |
| 1989      | Twee ooievaars in een ei | Ineke van Dijk              | Raadhuispad/ Ds. Spoorlaan              | Nootdorp  |           |            |  |
| 1989      | Manfiguur op veilingschuit | Ellen Schrijve              | Willem de Zwijgerlaan                   | Pijnacker |           |            |  |
| 1990      | De handdruk | Corry Ammerlaan-van Niekerk | Eijcklaan/ Offersstraat                 | Pijnacker |           |            |  |
| 1990      | Spelende Kinderen | Jits Bakker                 | Marga Klompelaan, park                  | Pijnacker |           |            |  |
| 1996      | De toren van Duikersloot | Nicolas Dings               | Klapwijkseweg/ Duikersloot              | Pijnacker |           |            |  |
| 1996      | Hond met vaas | Hans van Bentem             | Westlaan/ Rijskade                      | Pijnacker |           |            |  |
| 1997      | Kroontjespen | Ruud van de Wint            | Oranjeplein, Vijver                     | Pijnacker |           |            |  |
| 1998      | Getemde kalf | Donald Duk                  | Wilhelminastraat/ Dinterstraat          | Nootdorp  |           |            |  |
| 1998      | Twee Kalfjes | J. Kuijpers                 | Kievitsbloem/ Duizendschoon             | Nootdorp  |           |            |  |
| 1999      | Rare citizens | David Veldhoen              | Schellingstraat                         | Delfgauw  |           |            |  |
| 1999      | Hotdogs | Erica Broekhuijsen          | Sonneveldhof                            | Delfgauw  |           |            |  |
| 2003      | Play-Grow | Karola Pezzaro              | Goudenregensingel, gymzaal              | Pijnacker |           |            |  |
| 2004      | Changing the speed | Adriaan Rees                | Scheepmakersingel t.h. N470             | Delfgauw  |           |            |  |
| 2005      | Remus | Jan Snoeck                  | Paradeplein                             | Nootdorp  |           |            |  |
| 2007      | Kolom van de mensenrechten | Kees Verschuren             | Zuidpoldersingel/ Spiegelmakerssingel   | Delfgauw  |           |            |  |
| 2008      | Cipres op rots | Tine van de Weyer           | Oudeweg 61, begraafplaats               | Pijnacker |           |            |  |
| 2011      | De Slangendrager van Nootdorp | Marcel Smink                | Laan van Nootdorp                       | Nootdorp  | Beton     |            |  |
| 2012      | 'Haan van Ruyven' | Alphons ter Avest           | Laan van Ruyven                         | Delfgauw  |           |            |  |
|           | Zonnebeeld | Joost van Santen            | Oostlaan/ Emmastraat                    | Pijnacker |           |            |  |
|           | Waterspuiter en hoekversieringen, Kunstwerk is verwijderd in verband met herinrichting van de wijk Klapwijk. Waarschijnlijk is het kunstwerk vernietigd. Hoekversiering 'kop van de draak' is gestolen. |                             | Vrouwenrecht/ Hadewijchlaan             | Pijnacker |           |            |  |
|           | Tweedelig abstract sculptuur | Jelis Dolderen              | Ru Paresingel 1, school                 | Pijnacker |           |            |  |
|           | Merck toch hoe sterck |                             | Besselingplantsoen                      | Pijnacker |           |            |  |
|           | Gedenksteen bij brug |                             | Vlielandseweg tegenover 4               | Pijnacker |           |            |  |
|           | Hart met sleutels | N.V.T.                      | Dorpsstraat                             | Nootdorp  |           |            |  |
|           | Tintatorium Plus Ultra | Adriaan Nette               | Schellingstraat                         | Delfgauw  |           |            |  |
|           | Social sofa | Dora Dolz                   |                                         | Delfgauw  |           |            |  |